# Thrixopelma pruriens
Thrixopelma pruriens é uma espécie de aranha pertencente à família Theraphosidae (tarântulas).